# Михайлов, Евгений Сергеевич
Евгений Сергеевич Михайлов (1897—1975) — советский оператор-постановщик, режиссёр-постановщик, художник-постановщик, искусствовед.

## Биография
Родился 26 ноября 1897 года в Санкт-Петербурге. Мать Михайлова (девичья фамилия Сомова) Анна Андреевна — сестра русского художника Константина Андреевича Сомова. Дед — старший хранитель Эрмитажа Андрей Иванович Сомов. Учился в гимназии Карла Мая.
Работал на Ленинградской фабрике «Союзкино» (ранее «Совкино») и «Белгоскино». Ему довелось работать с такими выдающимися мастерами советского кино, как Григорий Козинцев и Леонид Трауберг («Шинель»), Эдуард Иогансон («Катька — бумажный ранет»), Фридрих Эрмлер. На картине «Парижский сапожник» был не только оператором, но ещё и художником-постановщиком. Михайлов также был одним из тех, кто помогал создавать кинематограф Белоруссии. Так на «Белгоскино» им были сняты картины «Возвращение Нейтана Беккера» и «Инженер Гоф» режиссёров Рашели Мильман, Бориса Шписа.
С 1918 года неоднократно арестовывался (без предъявления обвинений). В последний раз был арестован после начала Великой Отечественной войны, чудом остался жив. После отбывания срока работал фотографом в Академии художеств. Досуги посвящал восстановлению истории семьи, сохраняя материалы о своих знаменитых деде и дяде. Собранные им материалы опубликованы в издании «Константин Андреевич Сомов. Письма. Дневники. Суждения современников». (Москва: «Искусство», 1979 г.) где Михайлов Е. С. был главным вдохновителем идеи, редактировал письма и дневники, вошедшие в издание, и сам написал статью о художнике. Ряд материалов об истории семьи Евгений Сергеевич передал в Русский музей.
Похоронен на Волковском кладбище в Санкт-Петербурге с братом Дмитрием.
Дочь — Анна Евгеньевна Михайлова (р. 20. 12. 1926).

## Фильмография

#### Режиссёр-постановщик
1. 1928 — Нота на колёсах (короткометражный)

#### Оператор-постановщик
1. 1924 — Сердца и доллары (совместно c Николаем Козловским) (Режиссёр-постановщик: Николай Петров)
2. 1926 — Катька — бумажный ранет (Режиссёры-постановщики: Эдуард Иогансон и Фридрих Эрмлер)
3. 1926 — Шинель (Режиссёры-постановщики: Григорий Козинцев, Леонид Трауберг)
4. 1927 — Парижский сапожник (Режиссёры-постановщики: Фридрих Эрмлер, В. Портнов)
5. 1928 — Дом в сугробах (Режиссёр-постановщик: Фридрих Эрмлер)
6. 1928 — Нота на колёсах (короткометражный) (Режиссёр-постановщик: Евгений Михайлов)
7. 1929 — Дорога в мир (Режиссёр-постановщик: Борис Шпис)
8. 1929 — Родной брат (совместно с Вильгельмом Блувштейном) (Режиссёр-постановщик: Георгий Кроль соРежиссёр Марк Галл)
9. 1930 — Пахари моря (Режиссёр-постановщик: Георгий Кроль)
10. 1932 — Возвращение Нейтана Беккера (Режиссёры-постановщики: Рашель Мильман[1], Борис Шпис)
11. 1935 — Инженер Гоф (Режиссёры-постановщики: Рашель Мильман, Борис Шпис)

#### Художник-постановщик
1. 1927 — Парижский сапожник (совместно с Глебом Буштуевым) (Режиссёр-постановщик: Фридрих Эрмлер)